# Steve Harris (Shy)
Pour le bassiste du groupe Iron Maiden, voir Steve Harris.
Pour le guitariste collaborant avec le groupe Archive, voir Steve Harris (guitariste).
Pour les articles homonymes, voir Steve Harris (acteur) et Harris.
Steve Harris est un musicien britannique mort le 29 octobre 2011 d'une tumeur au cerveau. Il est le principal compositeur et guitariste de Shy, groupe de hard-rock britannique rattaché à la NWOBHM.